# Polystachya aurantiaca
Polystachya aurantiaca är en orkidéart som beskrevs av Rudolf Schlechter. Polystachya aurantiaca ingår i släktet Polystachya och familjen orkidéer. Inga underarter finns listade i Catalogue of Life.